# 新論 (雑誌)
『新論』（しんろん）は、新論社が1955年に創刊した総合雑誌。『世界』に対抗して保守色を鮮明にし、日本経済団体連合会から資金を仰いでいた。

## 概要
同誌は保田與重郎による創刊の辞に始まり、天野貞祐・高山岩男・小汀利得・今東光・佐藤春夫・今村均などが執筆した。
発刊時に論壇では「ファシズムの出現」「右翼的」と騒ぎが起こった。
創刊号の次号の編集後記には以下が記されている。
保田與重郎ほか「『祖国』創刊前夜から『新論』終焉まで」（『バルカノン』第20篇1964年4月号、『保田與重郎全集』別巻3）によると、創刊号は発行部数10万部・実売7万5千部で『世界』と同程度で、実売8万2千部の『中央公論』（1955年6月号）に迫っていたが、2号以降は発行部数3万部〜3万5千部、最後は1万5千部と急激に減少し、創刊は線香花火のように華やかだったが、6号で廃刊した。